# Lương Minh Sang
Lương Minh Sang (* 16. Februar 1996) ist ein vietnamesischer Leichtathlet, der sich auf den Zehnkampf spezialisiert hat.

## Karriere
Erste internationale Erfahrungen sammelte Lương Minh Sang im Jahr 2022, als er bei den Südostasienspielen in Hanoi mit 6659 Punkten den fünften Platz im Zehnkampf belegte.
2020 wurde Lương Minh Sang vietnamesischer Meister im Zehnkampf.

## Persönliche Bestleistungen
- Zehnkampf: 6981 Punkte: 11. November 2020 in Hanoi